# Mare della Magna Grecia
Mare della Magna Grecia este o arie protejată (sit de importanță comunitară — SCI, arie de protecție specială avifaunistică — SPA) din Italia întinsă pe o suprafață de 29.108 ha, integral marine.

## Localizare
Centrul sitului Mare della Magna Grecia este situat la coordonatele 40°16′31″N 16°54′02″E / 40.2752°N 16.9006°E.

## Înființare
Situl Mare della Magna Grecia a fost declarat arie de protecție specială avifaunistică în decembrie 2019 pentru a proteja 12 specii de animale. Situl a fost protejat și ca sit de importanță comunitară în decembrie 2019.

## Biodiversitate
Situată în ecoregiunea mediteraneană, aria protejată nu include niciun habitat protejat.
La baza desemnării sitului se află mai multe specii protejate:
- păsări (10): Hydrocoloeus minutus, pescăriță mare (Hydroprogne caspia), Larus audouinii, pescăruș negricios (Larus fuscus), Larus genei, pescăruș-cu-cap-negru (Larus melanocephalus), pescăruș râzător (Larus ridibundus), chiră de baltă (Sterna hirundo), chiră mică (Sternula albifrons), chiră de mare (Thalasseus sandvicensis)
- mamifere (1): delfin mare (Tursiops truncatus)
- reptile (1): Caretta caretta

Pe lângă speciile protejate, pe teritoriul sitului au mai fost identificate 7 specii de mamifere.